# Shannonomyia (Shannonomyia) araguae
Shannonomyia (Shannonomyia) araguae is een tweevleugelige uit de familie steltmuggen (Limoniidae). De soort komt voor in het Neotropisch gebied.